# همه‌چیزخوار

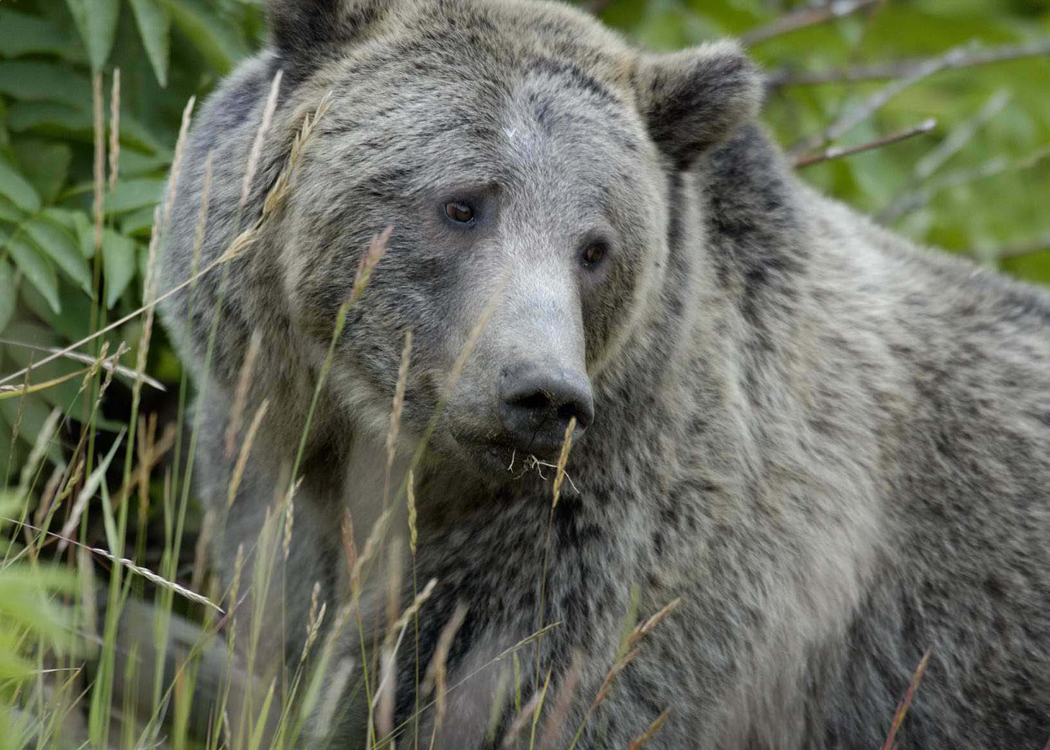
خرس گریزلی

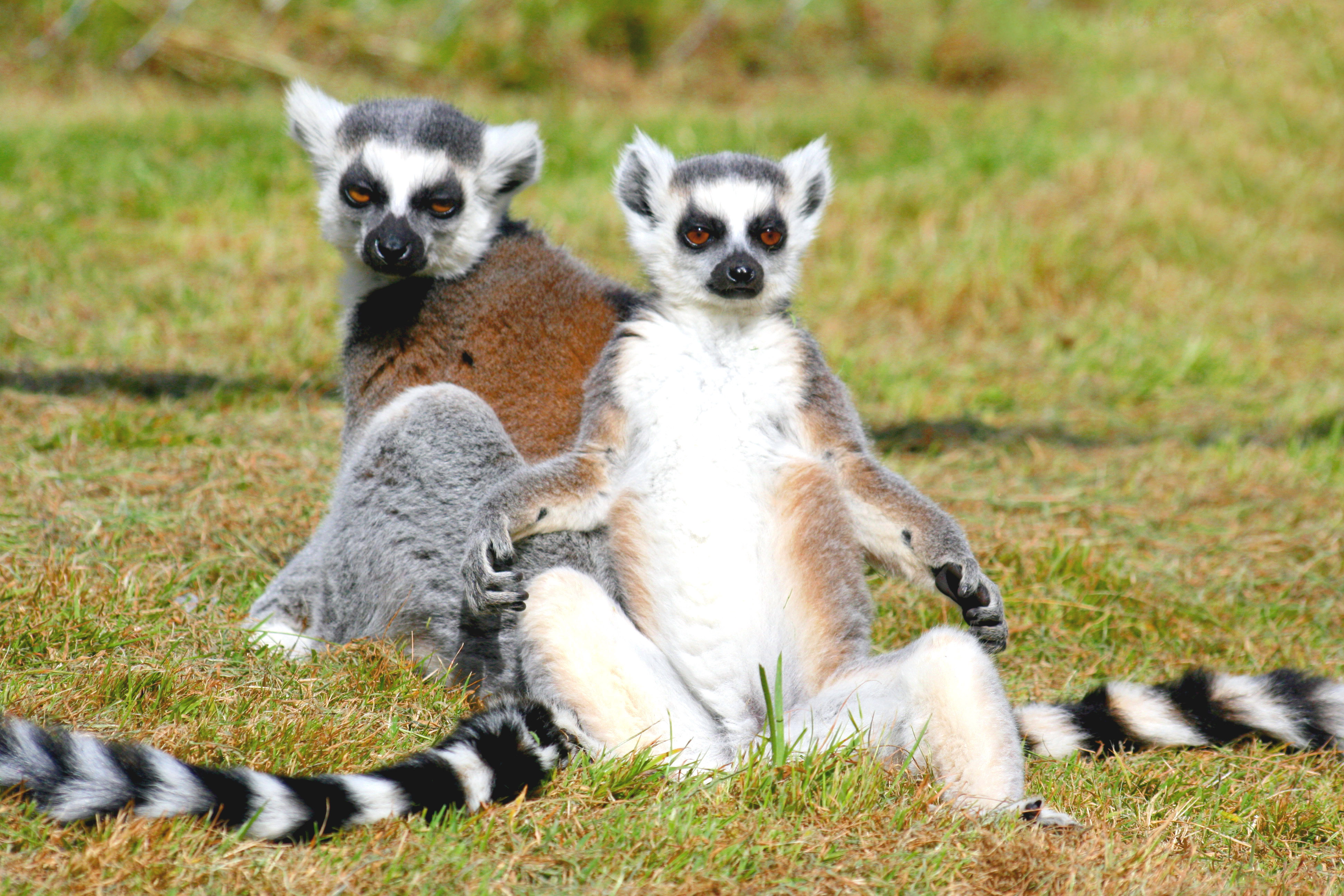
لمور دم‌حلقه‌ای

همه‌چیزخوار (به انگلیسی: Omnivore) به گونه‌هایی از جانداران گفته می‌شود که هم از گیاهان و هم از جانوران به عنوان غذای اصلی خود استفاده می‌کنند و دستگاه گوارشی آن‌ها هم برای هضم مواد گیاهی و هم گوشت انطباق یافته‌است. خوک، کلاغ، خرس و انسان از معروف‌ترین نمونه‌های گونه‌های همه‌چیزخوارند.
البته جانداران همه‌چیزخوار در واقع «هر چیز» — که حیوانات دیگر می‌خورند — را نمی‌خورند. بلکه فقط از چیزهای سهل‌الوصول و دارای حداقلی از ارزش غذایی استفاده می‌کنند. مثلاً بیشتر آن‌ها نمی‌توانند از راه چرا زنده بمانند چون علوفه ارزش غذایی کافی ندارند یا از بعضی حیوانات که شکارشان برای آن‌ها ممکن نیست یا بسیار دشوار است، تغذیه نمی‌کنند.
البته برخی از گیاه‌خواران هم گاه از گوشت تغذیه می‌کنند و برخی از گوشت‌خواران هم گاهی گیاه می‌خورند، ولی تقسیم‌بندی موجودات زنده به گیاه‌خوار، گوشت‌خوار و همه‌چیزخوار بر اساس انتخاب منابع غذایی اصلی از سوی مجموع افراد یک گونه صورت می‌پذیرد.
بیشتر انواع خرس همه‌چیزخوار به‌شمار می‌آیند، ولی رژیم غذایی هر یک از افراد آن‌ها ممکن است از منحصراً گوشت‌خوار تا منحصراً گیاه‌خوار متفاوت باشد که این بستگی به آن دارد که چه نوع منابع غذایی در هر محل یا هر فصل در دسترس آن‌ها قرار دارد.
از پستاندارانی که بنا به طبیعت خود همه‌چیزخوارند، می‌توان به خوک، گورکن، خرس، جوجه تیغی، صاریغ، اسکانک، راکون، سمورچه، موش، موش صحرایی و شامپانزه اشاره کرد. برخی از پرندگان هم همه‌چیزخوارند و از میوه‌ها تا حشرات، کرم، ماهی و جوندگان کوچک را می‌خورند، مانند مرغ، کلاغ، کلاغ سیاه، زاغی، غراب و آبچلیک‌ها. همچنین بعضی از مارمولک‌ها، لاک‌پشت‌ها، ماهی‌ها و بی‌مهرگان نیز همه‌چیزخوارند.